# Sarveskuövdiloaivi
Sarveskuövdiloaivi är en kulle i Finland.   Den ligger i den ekonomiska regionen Norra Lappland och landskapet Lappland, i den norra delen av landet, 900 km norr om huvudstaden Helsingfors. Toppen på Sarveskuövdiloaivi är 423 meter över havet, eller 64 meter över den omgivande terrängen. Bredden vid basen är 1,5 km.
Terrängen runt Sarveskuövdiloaivi är huvudsakligen platt.  Trakten runt Sarveskuövdiloaivi är nära nog obefolkad, med mindre än två invånare per kvadratkilometer. Det finns inga samhällen i närheten. Omgivningarna runt Sarveskuövdiloaivi är i huvudsak ett öppet busklandskap.